# Muret
Muret är en kommun i departementet Haute-Garonne i regionen Occitanien i södra Frankrike. Kommunen ligger i kantonen Muret som tillhör arrondissementet Muret. År 2022 hade Muret 25 653 invånare.

## Befolkningsutveckling
Antalet invånare i kommunen Muret
Referens:INSEE

## Vänort
- Monzón (Spanien)